# 配位子

エチレンジアミン四酢酸 (EDTA) が中心金属原子 (M) の配位子となっているところ
1分子のEDTAだけで6本の配位結合を形成している

配位子（はいいし、リガンド、英: ligand）とは、金属に配位する化合物をいう。

## 性質
配位子は孤立電子対を持つ基を有しており、この基が金属と配位結合し、錯体を形成する。配位する基としてはアミノ基、ホスフィノ基、カルボキシル基、チオール基などがあり、その配位原子は主に窒素、リン、酸素および硫黄である。また、一酸化炭素やカルベンのような炭素原子を配位元素とする配位子も存在する。金属のd電子は一酸化炭素やエチレンのような π 軌道の反結合性軌道を持つ配位子に対する逆供与が起きる。
また、配位子には配位部位を1か所にのみ持つ単座配位子の他に、2か所以上で配位する多座配位子がある。多座配位子によって生成する錯体はキレーションによるエントロピー効果により、単座の錯体よりも安定である。現在の均一系触媒反応ではキラルな配位子を用いた不斉合成が盛んで、様々な不斉多座配位子が合成されている

## 配位子の種類
- 単座配位子 — ピリジン、トリフェニルホスフィン、硝酸イオン、ハロゲン化物イオン、アンモニア、一酸化炭素など
- 二座配位子 — エチレンジアミン (en)、ビピリジン (bpy)、フェナントロリン (phen)、BINAP、カテコラートなど
- 三座以上の多座配位子 — テルピリジン (tpy)、エチレンジアミン四酢酸 (edta)、ポルフィリン、サイクラム、クラウンエーテル類など

## 主な配位子
| 名称                                                    | 英語名                         | 化学式          | 略称       | 座   |
| ------------------------------------------------------- | ------------------------------ | --------------- | ---------- | ---- |
| アクア                                                  | aqua                           | H2O             | -          | 単座 |
| アンミン                                                | amine                          | NH3             | -          | 単座 |
| オキソ                                                  | oxo                            | O2−             | -          | 単座 |
| クロロ(クロリド)                                        | chloro                         | Cl−             | -          | 単座 |
| シアニド(シアネート)                                    | cyanide(cyanato)               | CN−             | -          | 単座 |
| チオシアネート                                          | isothiocyanato                 | SCN−            | -          | 単座 |
| イソチオシアネート                                      | isothiocyanato                 | NCS−            | -          | 単座 |
| ヒドロキシド(ヒドロキソ)                                | hydroxide(hydroxo)             | OH−             | -          | 単座 |
| フルオロ                                                | fluoro                         | F −             | -          | 単座 |
| ヨード                                                  | iodo                           | I−              | -          | 単座 |
| ブロミド                                                | bromido                        | Br-             | -          | 単座 |
| アセチルアセトン(アセチルアセトナート)                  | acetylacetone(acetylacetonate) | (CH3COCHCOCH3)− | acac       | 二座 |
| エチレンジアミン                                        | ethylenediamine                | H2NCH2CH2NH2    | en         | 二座 |
| グリシナト                                              | glycinato                      | NH2CH2COO−      | gly        | 二座 |
| ジエチレントリアミン                                    | diethylenetriamine             | NH(C2H4NH2)2    | dien(DETA) | 三座 |
| エチレンジアミンテトラアセタト (エチレンジアミン四酢酸) | ethylenediaminetetraacetate    |                 | edta       | 六座 |